# Mangli (Kuwarasan)
Mangli is een bestuurslaag in het regentschap Kebumen van de provincie Midden-Java, Indonesië. Mangli telt 1589 inwoners (volkstelling 2010).